# GRASS

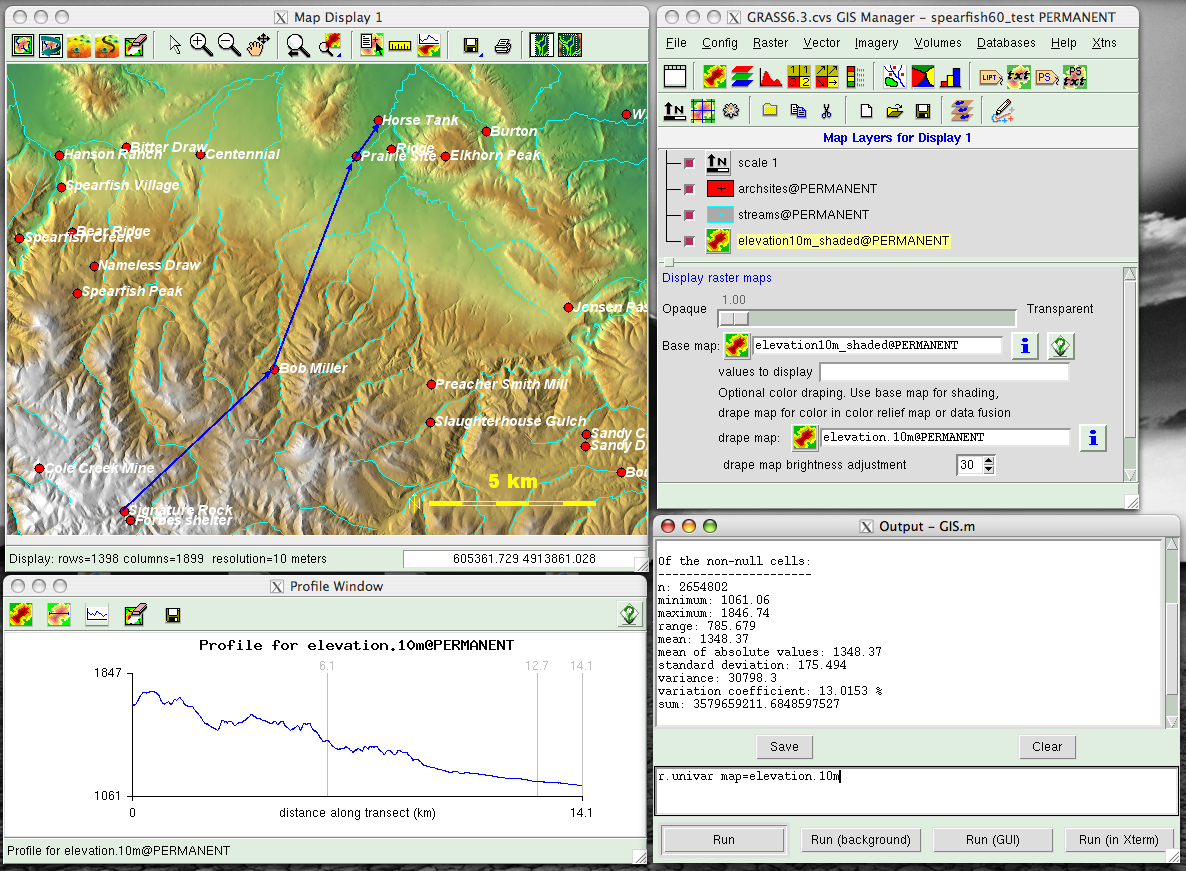
Skärmbild Grass 6.3

GRASS (Geographic Resources Analysis Support System) är ett system för geografiskt informationssystem (GIS) med öppen källkod. Det utvecklades ursprungligen av amerikanska armén, men underhålls numera av många utvecklare över hela världen.
Funktionerna i GRASS är väldigt kraftfulla och kan matcha ledande kommersiella programvaror som till exempel ESRI's program ( ArcMap, ArcView, osv). Skillnaden är att GRASS är helt gratis att använda medan en licens för ESRI:s program kan kosta runt 20 000 USD.